# 山縣初男

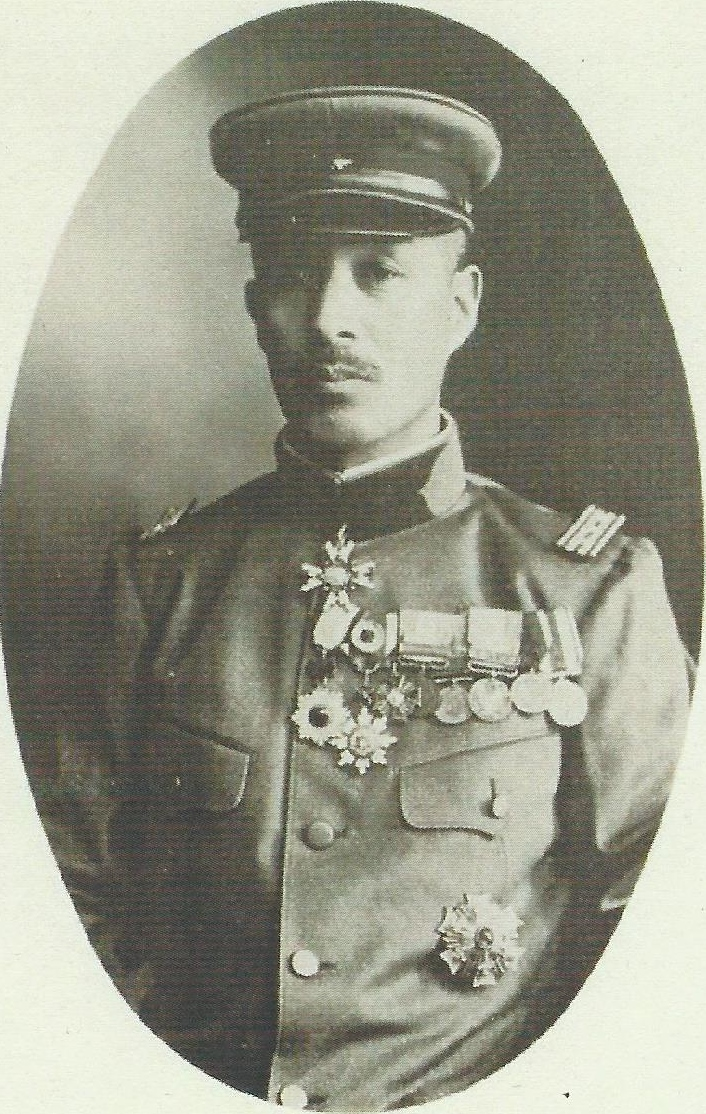
1925年3月14日摄于雲南

山縣初男（1873年8月31日—1971年1月11日）别号三志園、海城，生于日本新潟县村上本町表新町（今村上市），日本陸軍軍人。最終階級为陸軍大佐。陸軍的中国通之一，曾参与繆斌工作。女婿为自由民主党的政治家三原朝雄。

## 生平
山縣初男是旧士族山縣正升的長子。村上私学校中途退学之后，加入陸軍教導团步兵科，1894年（明治27年）3月毕业。作为步兵二等軍曹参加了甲午战争。1898年（明治31年）12月，作为士官候補生，进入陸軍士官学校（12期）。1900年（明治33年）11月毕业後，加入歩兵第30連队参加了日俄战争。
此後，他从事同中国有关的工作，約40年在中国各地居住，成为陸軍的中国通之一。中華民国成立後，他出任雲南唐继尧、貴州劉显世的軍事顧問。作为唐继尧的軍事顧問，1921年及1922年对镇压顧品珍的政变作出了贡献。1923年（大正12年），升任陸軍大佐。1926年（大正15年）3月，被编入预備役。退职之後，继续在中国活动。1945年（昭和20年）1月，协助汪精卫政权的繆斌开展和平工作，最终失敗。
第二次世界大战结束後，暫住東京都，後迁至福冈县遠賀郡遠賀町的女婿三原朝雄家寓居。1971年（昭和46年）1月11日逝世，终年98。

## 著作
- <<臥牛庵吟草>>
- <<老子の新研究>>
- <<秘境雲南>>
- <<侠艶記>>
- <<老子と易経との比較研究>>
- <<西蔵通覧>>
- <<最新支那通志>>他多数